# 国鉄タキ3600形貨車
国鉄タキ3600形貨車（こくてつタキ3600がたかしゃ）は、かつて日本国有鉄道（国鉄）に在籍した私有貨車（タンク車）である。

## 概要
本形式は、糖蜜専用の30t 積タンク車として1953年（昭和28年）11月13日から1967年（昭和42年）2月9日にかけて13両（コタキ3600 - コタキ3612）が飯野重工業、運輸工業の2社にて製作された。
記号番号表記は、特殊標記符号「コ」（全長 12 m 以下）を前置し「コタキ」と標記する。
本形式の他に糖蜜を専用種別とする形式にはタ1150形（3両）、タム2000形（3両）、タム22000形（1両）、タキ1600形（初代、16両）、タキ10900形（3両）、タキ12000形（3両）の6形式が存在した。
落成時の所有者は日本甜菜製糖、合同酒精の2社である。1979年（昭和54年）9月6日に合同酒精所有車7両（コタキ3606 - コタキ3612）が内外輸送へ名義変更された。
タンク体は、普通鋼（一般構造用圧延鋼材 SS41、現在のSS400）製であり、荷役方式はタンク上部にある積込口からの上入れ、吐出管からの下出し式である。
車体色は黒色、寸法関係は全長は11,300mm、全幅は2,450mm、全高は3,843mm、台車中心間距離は6,200mm、6,100mm実容積は21.5m3 - 25.0m3、自重は15.8t - 17.4t、換算両数は積車4.5、空車1.6であり、台車はベッテンドルフ式のTR41C、TR41Dである。
1986年（昭和61年）10月31日に最後まで在籍した4両（コタキ3606 - コタキ3608、コタキ3612）が廃車となり同時に形式消滅となった。

### 年度別製造数
各年度による製造会社と両数、所有者は次のとおりである。（所有者は落成時の社名）
- 昭和28年度 - 1両
  - 飯野重工業 1両 日本甜菜製糖（コタキ3600）
- 昭和29年度 - 2両
  - 飯野重工業 1両 日本甜菜製糖（コタキ3601）
  - 飯野重工業 1両 日本甜菜製糖（コタキ3602）
- 昭和31年度 - 1両
  - 飯野重工業 1両 日本甜菜製糖（コタキ3603）
- 昭和32年度 - 2両
  - 飯野重工業 2両 日本甜菜製糖（コタキ3604 - コタキ3605）
- 昭和33年度 - 2両
  - 運輸工業 1両 合同酒精（コタキ3606）
  - 運輸工業 1両 合同酒精（コタキ3607）
- 昭和34年度 - 1両
  - 飯野重工業 1両 合同酒精（コタキ3608）
- 昭和36年度 - 1両
  - 飯野重工業 1両 合同酒精（コタキ3609）
- 昭和38年度 - 1両
  - 飯野重工業 1両 合同酒精（コタキ3610）
- 昭和41年度 - 2両
  - 飯野重工業 2両 合同酒精（コタキ3611 - コタキ3612）